# Ike Cotrina
Ike Cotrina (Gijón, 8 de julio de 1982) es un entrenador de balonmano asturiano. Actualmente trabaja en la Comisión de Entrenamiento y Métodos de la Federación Internacional de Balonmano y entrena al BSV Stans suizo.
Como jugador formó parte de la estructura del Real Grupo de Cultura Covadonga en todas sus categorías, aunque comenzó su carrera como entrenador en el equipo de su barrio, el Balonmano La Calzada. Tras varios ascensos fallidos, su primera oportunidad en máxima categoría llegó de la mano de Javi Rodríguez y el Quabit Guadalajara en 2010. Tras cuatro temporadas en el conjunto alcarreño, llegó a la par que Montse Puche al Super Amara Bera Bera con el que estrenó su palmarés y participó en competiciones europeas. Desde 2016 reside en Suiza, donde ha dirigido a los históricos GC Amicitia Zürichy RTV 1879 Basel, además de al Spono Eaglescon el que se proclamó campeón de la Supercopa de Suiza 2020.
Es considerado la mano derecha de Mateo Garralda. Coincidieron, en primer lugar, cuando el lateral navarro se incorporó como jugador al Quabit Guadalajara, su última temporada en activo, para posteriormente pasar a ser el entrenador del mismo club durante dos temporadas, apostando personalmente por la continuidad de Ike Cotrina como asistente, una unión que mantuvieron en la Selección de balonmano de Chile. Juntos tomaron parte en el Mundial de Francia 2017, en el Mundial de Alemania y Dinamarca 2019 y en el Mundial de Egipto 2021; consiguiendo hitos como la histórica victoria de Chile frente a Bielorrusia o la mejor clasificación histórica del país en un Campeonato Mundial de Balonmano Masculino.
También colabora con frecuencia en medios de comunicación como Movistar+, Radio Marca, Cadena SER o TV Guadalajara, además de dar cursos y conferencias en diferentes países y federaciones. 

## Ocupación actual
- Federación Internacional de Balonmano (2023-)
- BSV Stans (2025-)

## Equipos anteriores
- Balonmano La Calzada (2000-2003)
- Real Grupo de Cultura Covadonga (2003-2005)
- Zarautz KE (2006-2007)
- Helvetia Anaitasuna (2008-2010)
- Asociación Deportiva Ciudad de Guadalajara (2010-2014)
- Super Amara Bera Bera (2015-2018)
- PSG Lyss (2016-2018)
- BSV Stans (2017-2019)
- GC Amicitia Zürich (2019-2020)
- Equipo Nacional de Lituania (2019-2021)
- Spono Eagles (2020-2021)
- Equipo Nacional de Chile (2017-2022)
- RTV 1879 Basel (2021-2023)

## Palmarés
- Medalla de plata en los Juegos Panamericanos Lima 2019
- Campeón de 3 División de Honor Femenina: 2015, 2016 y 2018.
- Campeón de 1 Copa de la Reina de Balonmano: 2016.
- Campeón de 2 Supercopa de España Femenina: 2015 y 2016.
- Campeón de 1 Supercopa de Suiza Femenina: 2020.

## Reconocimientos individuales
- Nominado a Mejor Entrenador del Año en Suiza 2020.
- Mejor Entrenador de Balonmano de Asturias 2021 para la revista Time Sport.[11]
- Nominado a Mejor Entrenador del Año en Suiza 2022.